# Giro dell’Emilia 2017
Der 100. Giro dell’Emilia 2017 war ein italienisches Straßenradrennen in der Region Emilia-Romagna/Norditalien mit Start in Bologna und Ziel in Santuario della Madonna di San Luca nach 223,3 km. Es fand am Samstag, den 30. September 2017, statt. Zudem war es Teil der UCI Europe Tour 2017 und dort in der Kategorie 1.HC eingestuft.

## Teilnehmende Mannschaften
| WorldTeams (11)- Orica-Scott - FDJ - Sky - Bahrain-Merida - UAE Team Emirates - Dimension Data - Trek-Segafredo - Cannondale-Drapac - AG2R La Mondiale - Astana - BMC Racing Team Professional Continental Teams (9)- Cofidis, Solutions Crédits - Wanty-Groupe Gobert - Gazprom-RusVelo - Bardiani CSF - Wilier Triestina-Selle Italia - Androni Giocattoli - Nippo-Vini Fantini - CCC Sprandi Polkowice - Caja Rural-Seguros RGA Continental Teams (4)- Sangemini-MG.Kvis - Amore & Vita-Selle SMP-Fondriest - GM Europa Ovini - Unieuro Trevigiani-Hemus 1896 |
| |

## Strecke
Der Start erfolgte in Bologna. Nach 90 Kilometern wurde der höchste Punkt der Strecke, dem Passo Brasimone (896 m über NN), erreicht. Die letzten gut 50 Kilometer wurden auf einem Rundkurs um Santuario della Madonna di San Luca ausgetragen. Eine Runde war 9,2 Kilometer lang und musste fünf Mal befahren werden. Die letzten zwei Kilometer jeder Runde führte bergauf zur Santuario della Madonna di San Luca.

## Rennverlauf
Gleich nach Rennstart setzten sich acht Fahrer vom Feld ab. Mit dabei waren u. a. Jacopo Mosca (Italien/Wilier Triestina), Fabien Doubey (Frankreich/Wanty), Nicolas Edet (Frankreich/Cofidis) und François Bidard (Frankreich/AG2R). Die Fluchtgruppe hatte maximal um die acht Minuten Vorsprung. Alle Ausreißer waren 20 Kilometer vor dem Ziel gestellt vom Feld. Vier Kilometer später attackierte der Italiener Giovanni Visconti (Bahrain-Merida). Er hatte vor der Schlusssteigung gut 35 Sekunden Vorsprung.
Auf seiner Verfolgung stürzte einer der Mitfavoriten auf den Sieg und Vorjahressieger, Esteban Chaves (Kolumbien/Orica). Chaves schlug auf dem Asphalt auf und blieb auf einer Wiese gut 4 Kilometer vor dem Ziel regungslos liegen. Bei späteren Untersuchungen stellte sich heraus, dass er sich das rechte Schulterblatt gebrochen hatte.
Am Ende siegte Visconti an der Santuario della Madonna di San Luca mit gut 12 Sekunden Vorsprung auf seinem Landsmann und Teamkollegen Vincenzo Nibali, der sich aus der Verfolgergruppe lösen konnte. Dritter wurde Rigoberto Urán (Kolumbien/Cannondale Drapac) mit 15 Sekunden Rückstand.

## Rennergebnis
| \| Gesamtwertung \| Gesamtwertung \| Gesamtwertung \| Gesamtwertung \| Gesamtwertung \| \| Fahrer \| Fahrer \| Land \| Team \| Zeit \| \| ------------- \| ----------------- \| ------------- \| ----------------- \| --------------- \| \| 1. \| Giovanni Visconti \| Italien \| Bahrain-Merida \| 5 h 31 min 50 s \| \| 2. \| Vincenzo Nibali \| Italien \| Bahrain-Merida \| + 12 s \| \| 3. \| Rigoberto Urán \| Kolumbien \| Cannondale-Drapac \| + 15 s \| \| 4. \| Nicolas Roche \| Irland \| BMC Racing Team \| + 19 s \| \| 5. \| Gianni Moscon \| Italien \| Team Sky \| + 23 s \| \| 6. \| Alexis Vuillermoz \| Frankreich \| AG2R La Mondiale \| + 26 s \| \| 7. \| Diego Ulissi \| Italien \| UAE Team Emirates \| + 26 s \| \| 8. \| Thibaut Pinot \| Frankreich \| FDJ \| + 26 s \| \| 9. \| Jack Haig \| Australien \| Orica-Scott \| + 33 s \| \| 10. \| Ben Hermans \| Belgien \| BMC Racing Team \| + 33 s \| |                   |            |                   |                 |
| |                   |            |                   |                 |
| Quelle: ProCyclingStats |                   |            |                   |                 |
| Gesamtwertung |                   |            |                   |                 |
| Fahrer | Fahrer            | Land       | Team              | Zeit            |
| 1. | Giovanni Visconti | Italien    | Bahrain-Merida    | 5 h 31 min 50 s |
| 2. | Vincenzo Nibali   | Italien    | Bahrain-Merida    | + 12 s          |
| 3. | Rigoberto Urán    | Kolumbien  | Cannondale-Drapac | + 15 s          |
| 4. | Nicolas Roche     | Irland     | BMC Racing Team   | + 19 s          |
| 5. | Gianni Moscon     | Italien    | Team Sky          | + 23 s          |
| 6. | Alexis Vuillermoz | Frankreich | AG2R La Mondiale  | + 26 s          |
| 7. | Diego Ulissi      | Italien    | UAE Team Emirates | + 26 s          |
| 8. | Thibaut Pinot     | Frankreich | FDJ               | + 26 s          |
| 9. | Jack Haig         | Australien | Orica-Scott       | + 33 s          |
| 10. | Ben Hermans       | Belgien    | BMC Racing Team   | + 33 s          |